# Labarthe-sur-Lèze
Labarthe-sur-Lèze – miejscowość i gmina we Francji, w regionie Oksytania, w departamencie Górna Garonna.
Według danych na rok 1990 gminę zamieszkiwały 3772 osoby, a gęstość zaludnienia wynosiła 362 osób/km² (wśród 3020 gmin regionu Midi-Pireneje Labarthe-sur-Lèze plasuje się na 84. miejscu pod względem liczby ludności, natomiast pod względem powierzchni na miejscu 1056.).